# Eduard Lange (Militärschriftsteller)
Eduard Lange († 1861/1862) war königlich-preußischer Sekonde-Lieutenant im 3. Bataillon des 20. Landwehrregiments, Ritter des Roten Adlerordens, Sekretär und Militärschriftsteller.

## Leben
Eduard Lange war am 5. Oktober 1848 in die Landwehr eingetreten und hatte 1851 den Roten Adlerorden und die Landwehr-Dienstauszeichnung erhalten.

## Werke
- Die Preußischen Grenadiere. Ein Beitrag zur Geschichte des Brandenburgisch-Preußischen Heeres. Schade, Berlin 1850[4]
- Die Soldaten Friedrich’s des Großen. Hermann Mendelssohn, Leipzig [1853] (mit Zeichnungen von Adolph von Menzel); archive.org.
- Das 7. Infanterie-Regiment (Chef: Prinz v. Preußen). 2 Hefte (= Der Soldaten-Freund. Zeitschrift für fassliche Belehrung und Unterhaltung der deutschen Soldaten. Band XXIII,2 und XXIII,5), Mittler, Berlin 1855.
- Heerschau der Soldaten Friedrich’s des Großen. Mendelssohn, Leipzig 1856 (mit Zeichnungen von Adolph von Menzel); Nachdruck: Verlag Heere der Vergangenheit Olmes, Krefeld 1970.
- Geschichte der preußischen Landwehr seit der Entstehung derselben bis zum Jahre 1856. Allgemeine Deutsche Verlagsanstalt, Berlin 1857 (books.google.de)
- Rückblicke auf die Stammgeschichte des 20. Landwehr-Regiments. Ein Beitrag zur Feier des 45. Landwehr-Stiftungsfestes am 17. März 1858. Jonas, Berlin 1858 (books.google.de)